# Barletta
Barletta is een Italiaanse stad in de regio Apulië en samen met Andria en Trani hoofdstad van de nieuwe provincie Barletta-Andria-Trani.

## Geschiedenis
De stad is gesticht door de Romeinen onder de naam Barlum, als haven van de inlandse stad Canusium (het huidige Canosa di Puglia). Echt belangrijk werd Barletta pas in de middeleeuwen toen het door de Normandiërs versterkt werd. In 1327 werd het aartsbisdom Nazareth uit het Heilig Land getransfereerd naar Barletta.
Op 13 februari 1503 vond tijdens het Franse beleg de Disfida plaats, een toernooi tussen 13 Italiaanse en 13 Franse soldaten. De Italianen overwonnen en dat wordt nog ieder jaar in de stad gevierd. De pest bereikte Barletta op 26 mei 1656 met een schip uit Napels. Na een sanitaire inspectie verbood de overheid dat het schip aanlegde. Maar de ziekte verspreidde zich toch over de stad met een piek in oktober 1656. Tussen 7.000 en 12.000 inwoners van de 20.000 stierven er aan de ziekte.

## Economie
Barletta is een belangrijke haven- en industriestad. De industrie is gespecialiseerd in de fabricatie van schoenen en textiel. Ook de landbouw speelt een belangrijke rol voor de stad. Op de vruchtbare grond nabij de stad worden vooral druiven en olijven verbouwd.

## Bezienswaardigheden
In het centrum van Barletta zijn een aantal bezienswaardigheden te vinden. De belangrijkste zijn de 12de-eeuwse romaanse Duomo, het Castello en de Cantina della Disfida.
Voor de Basilica del Santo Sepolcro staat de Kolos van Barletta. De kerk der Grieken getuigt van een belangrijke Grieks-orthodoxe minderheid in de stad.

### Afbeeldingen

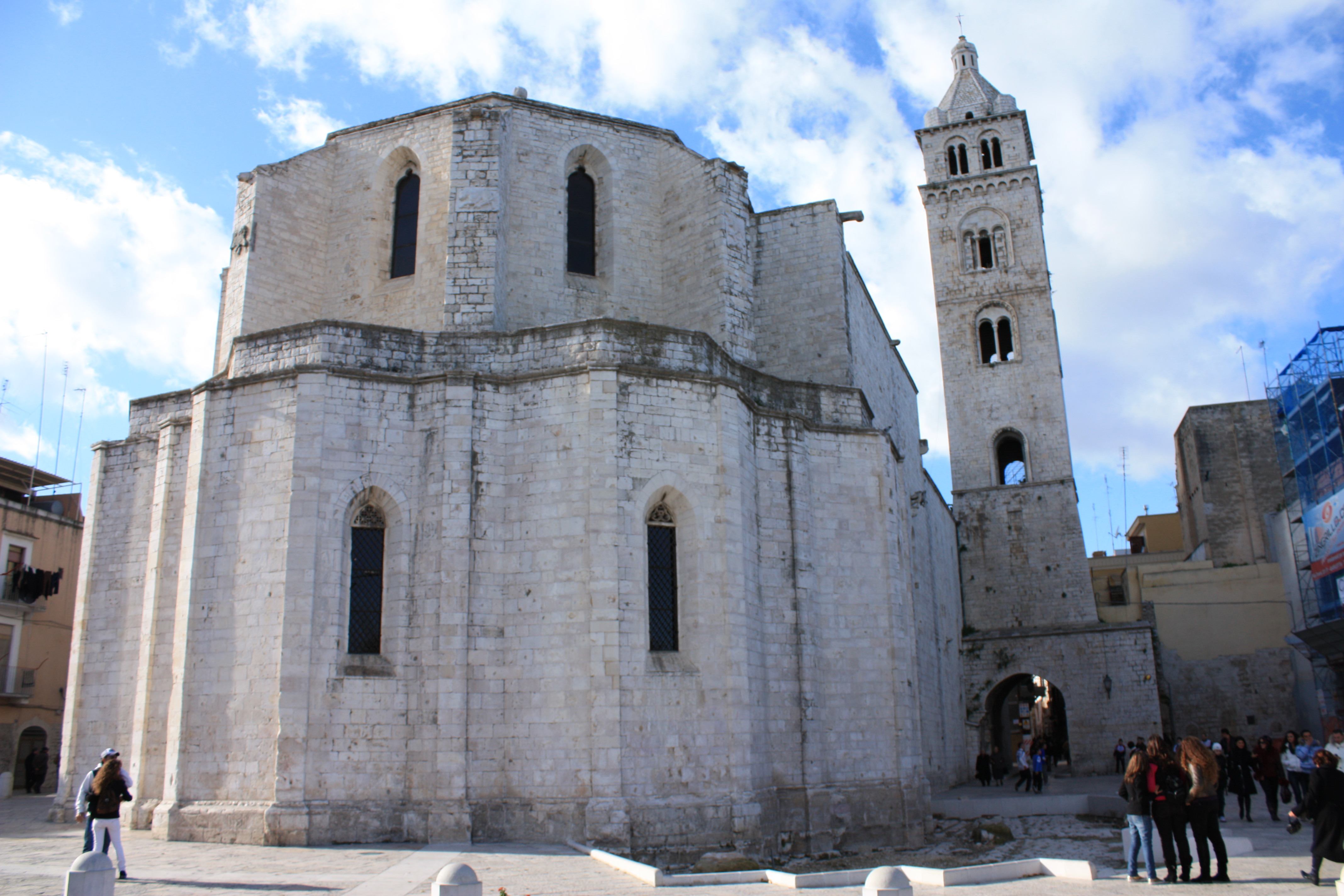
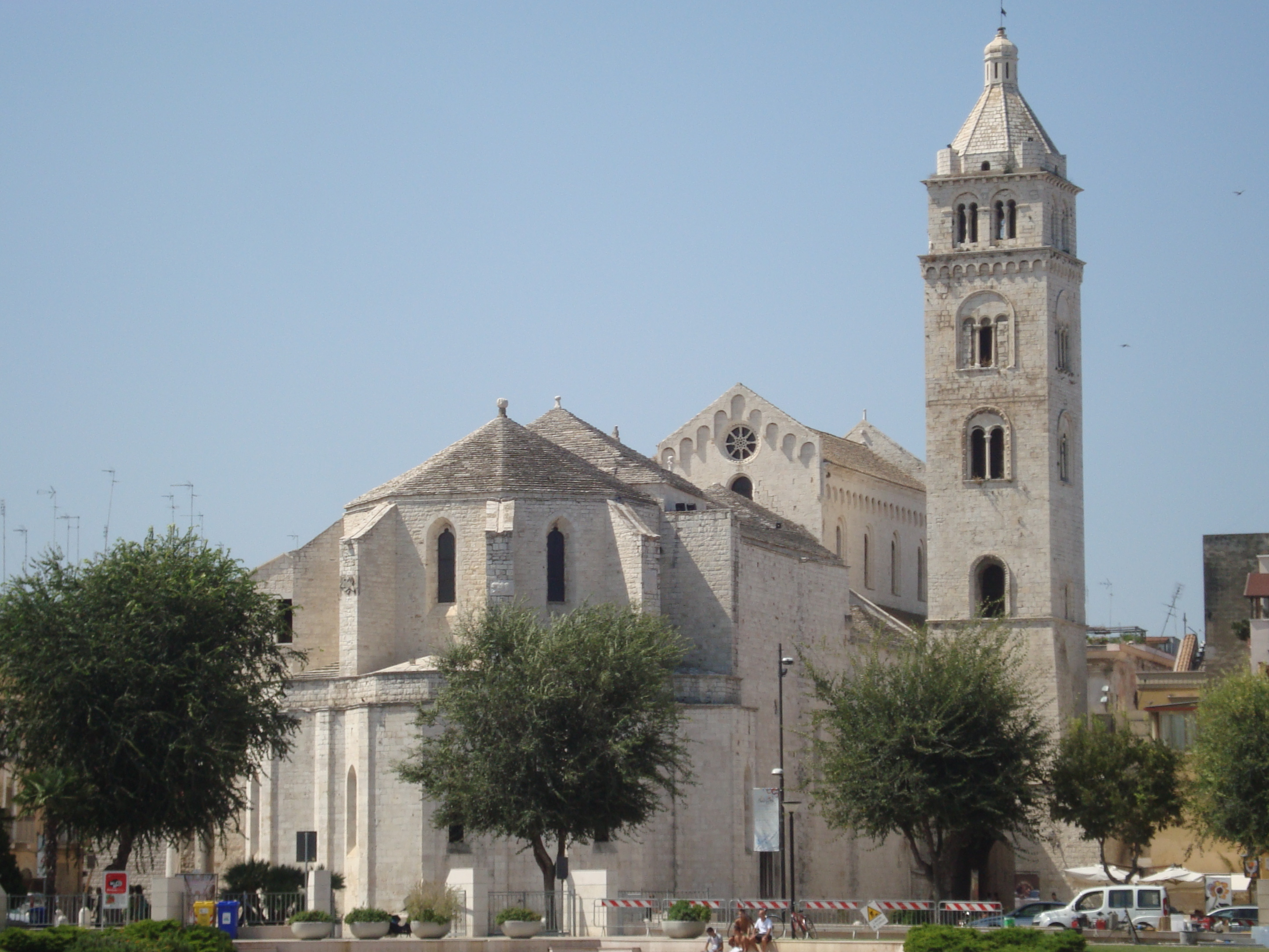
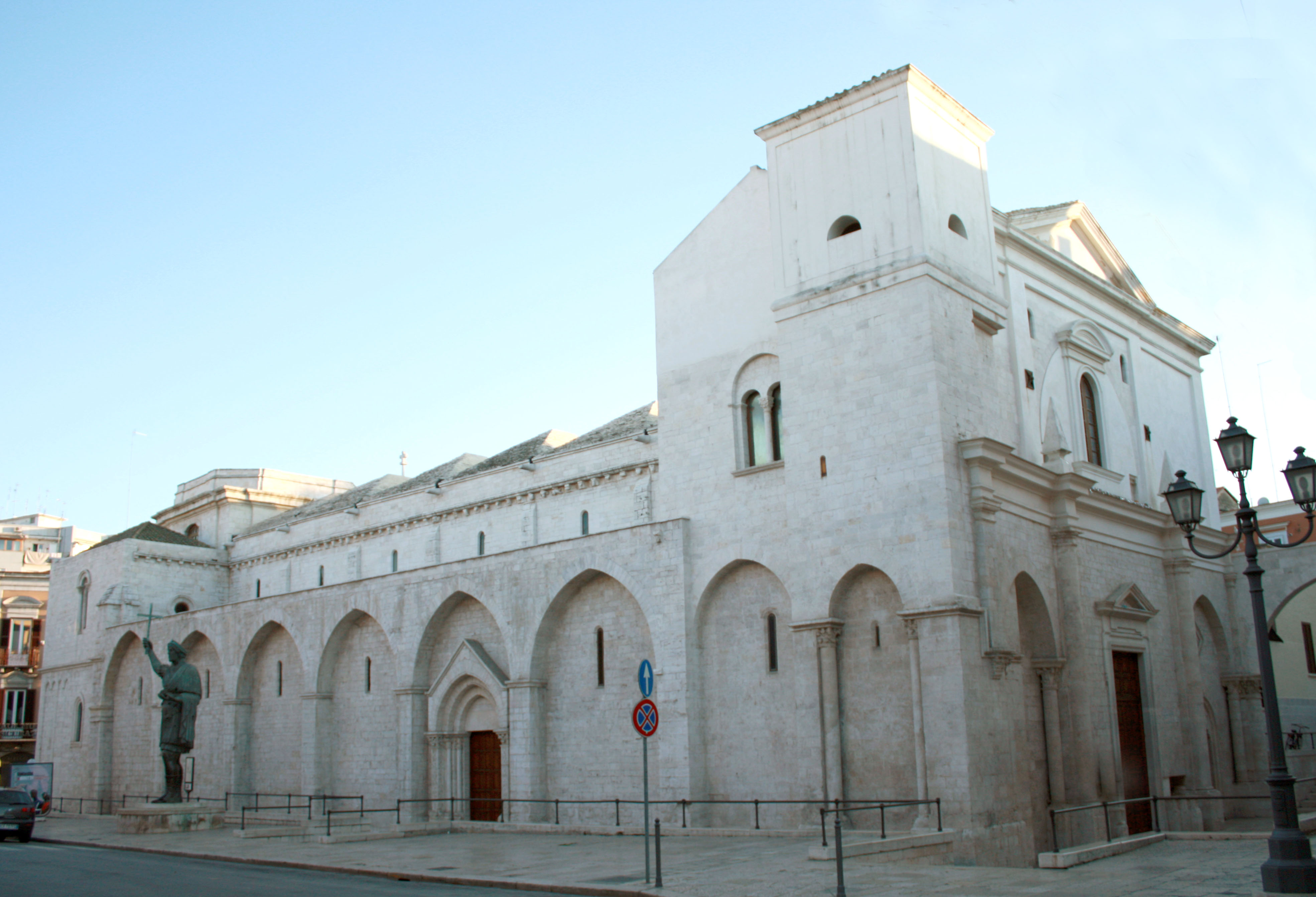
Basilica del Santo Sepolcro
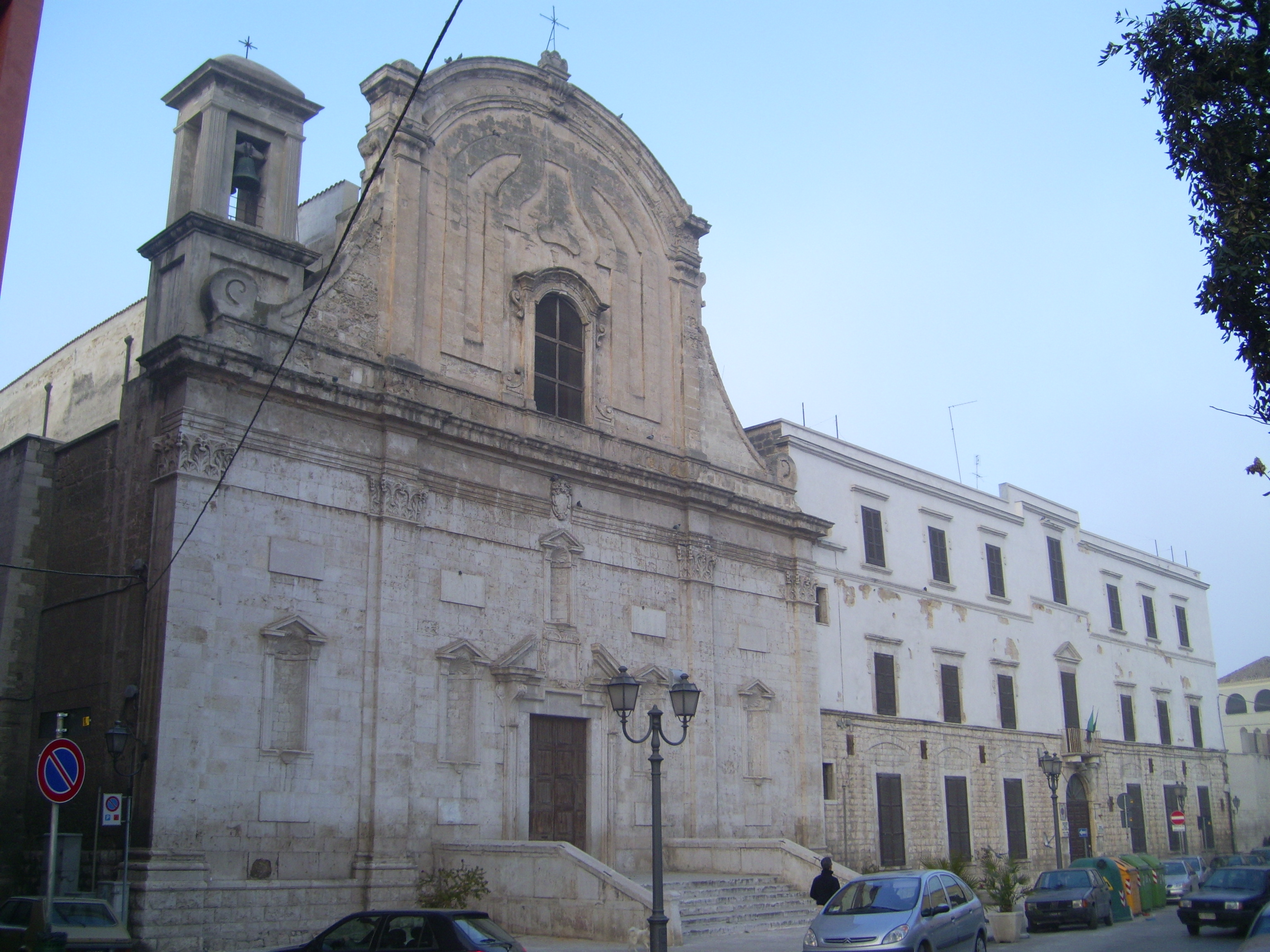
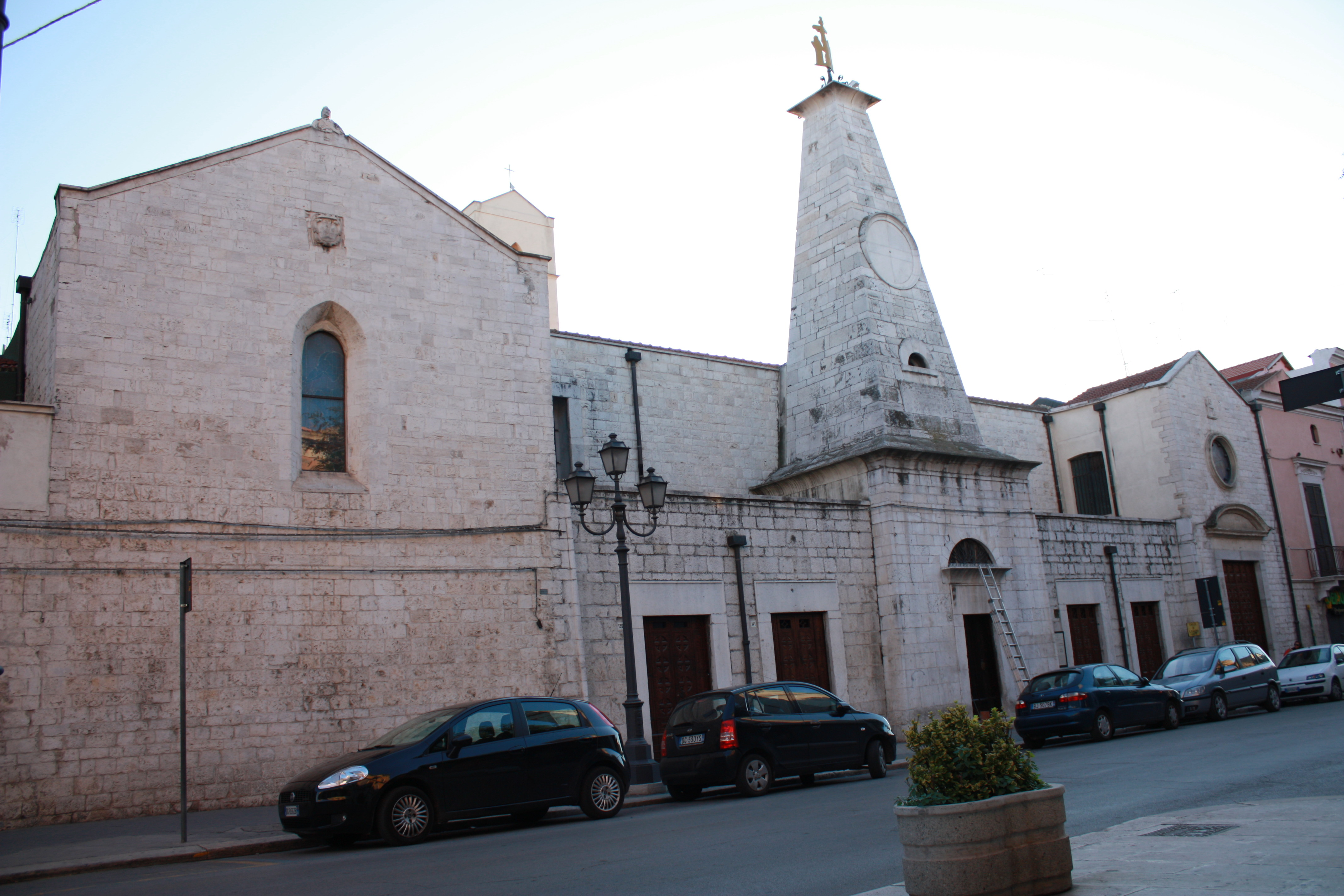
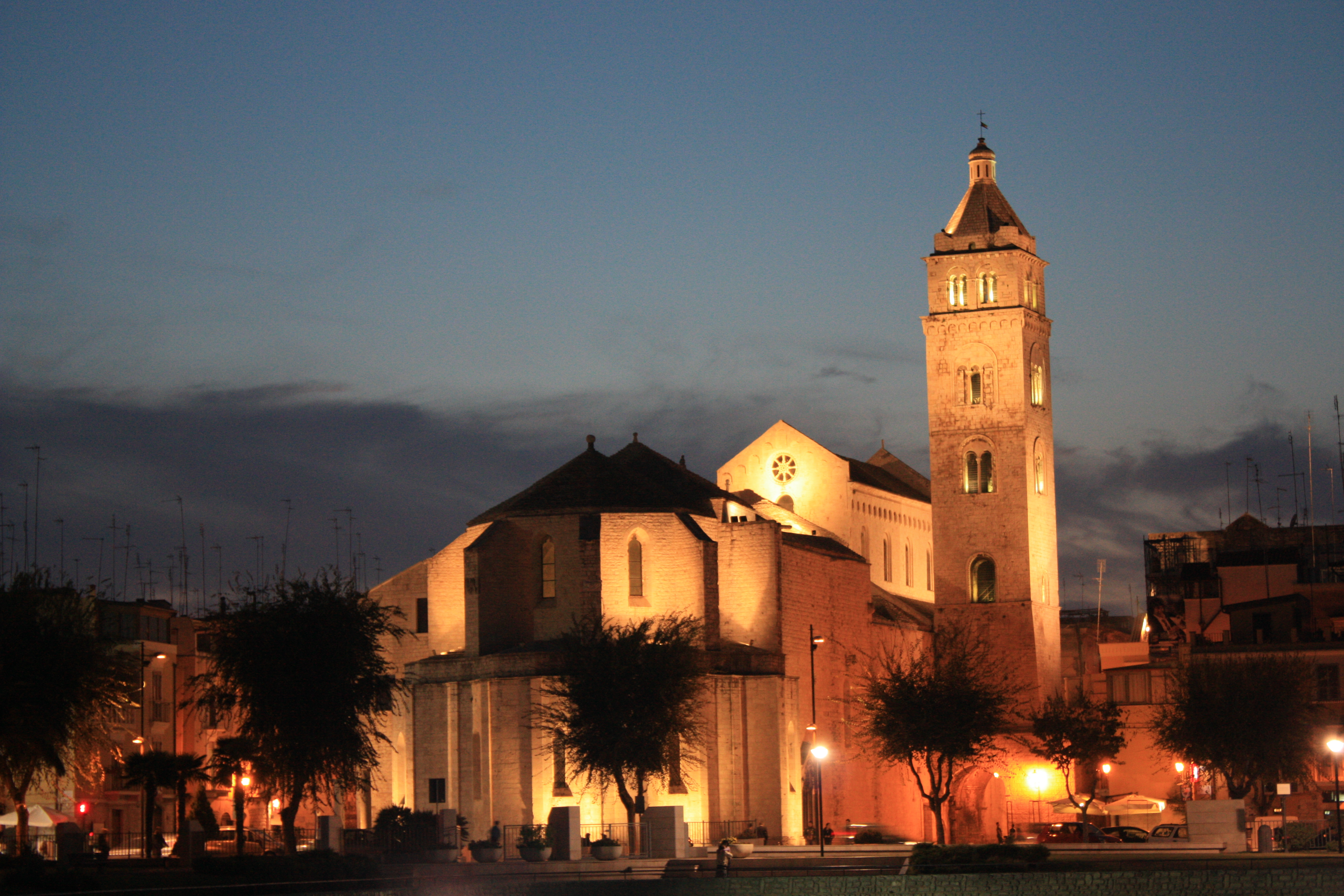
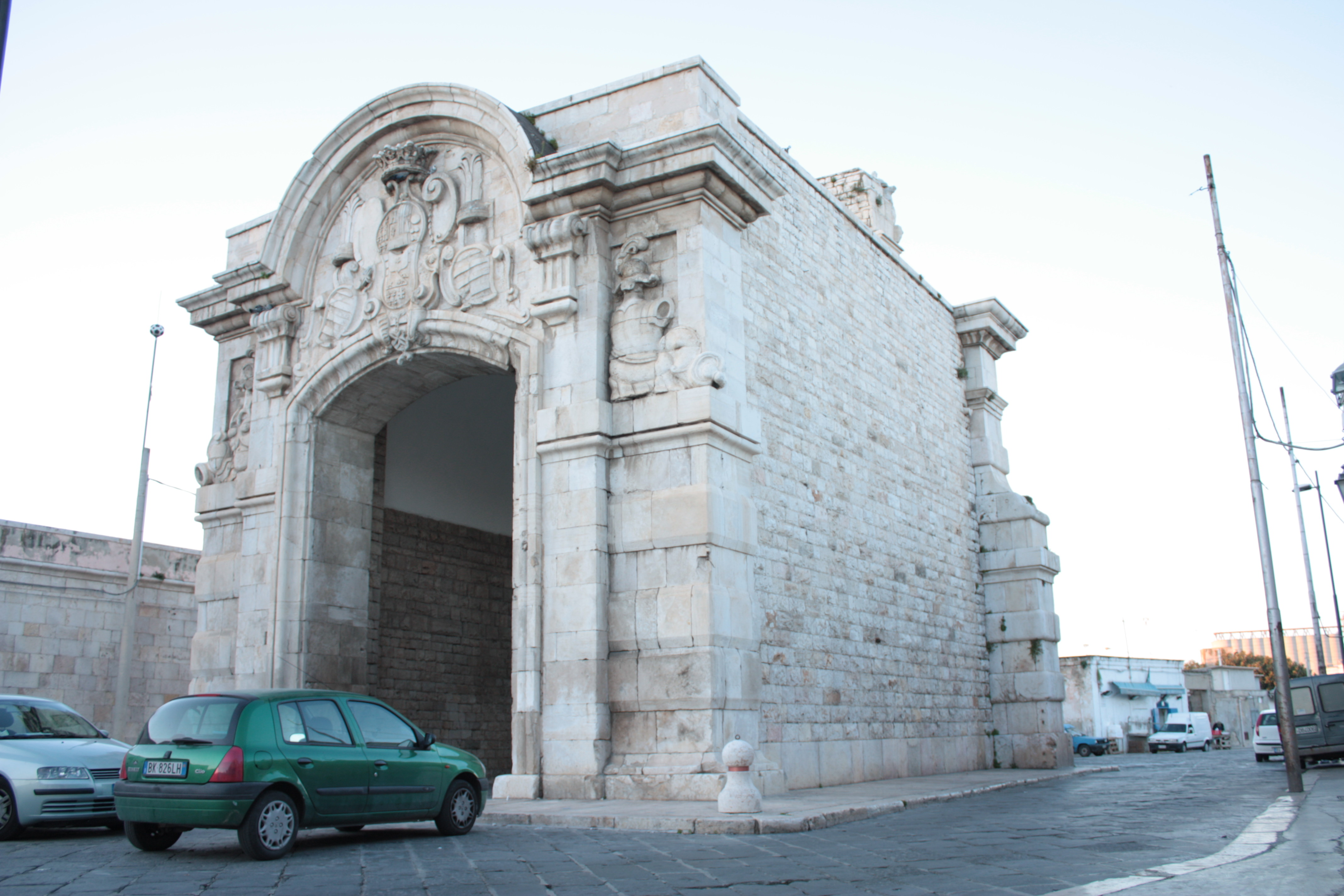
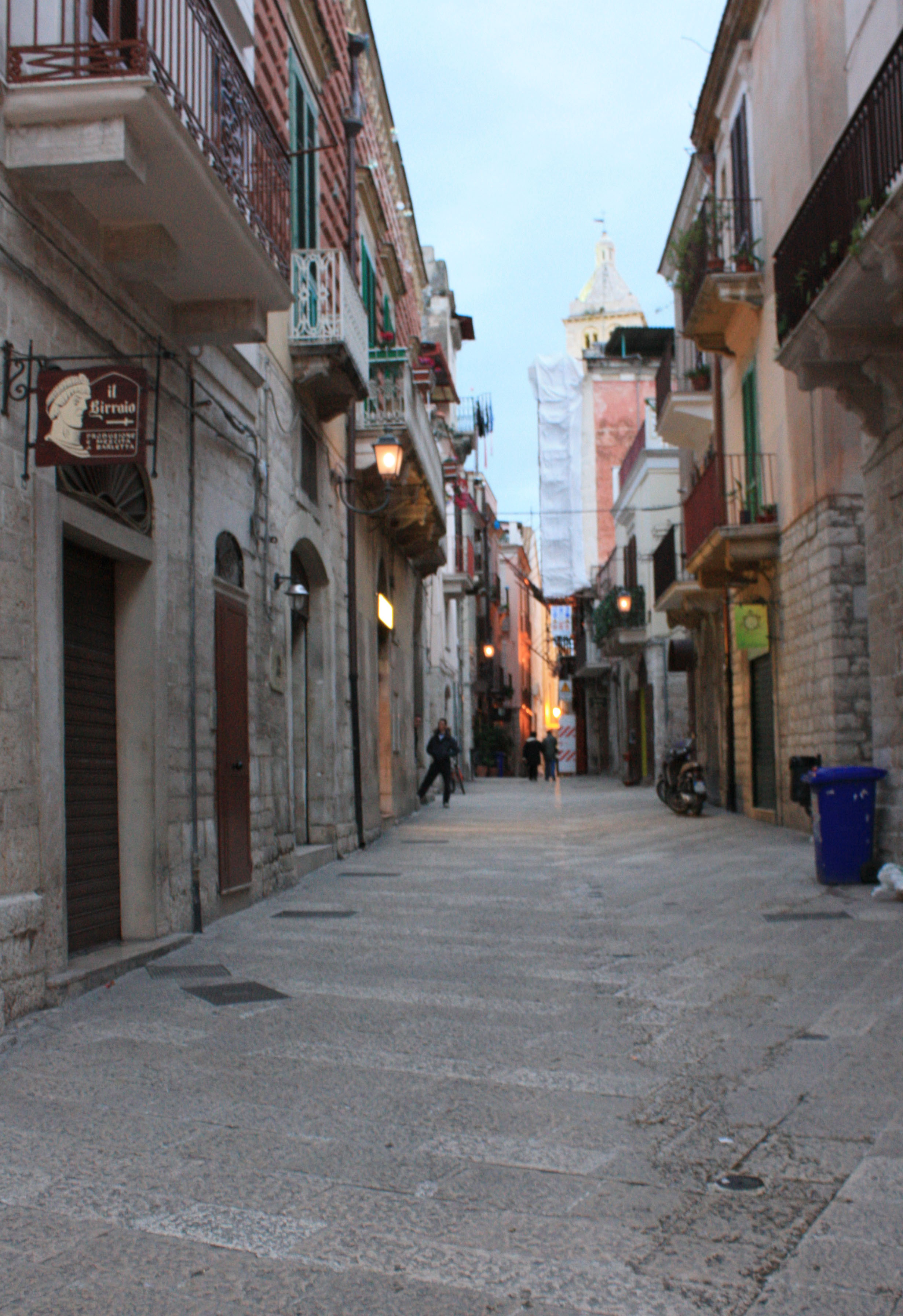
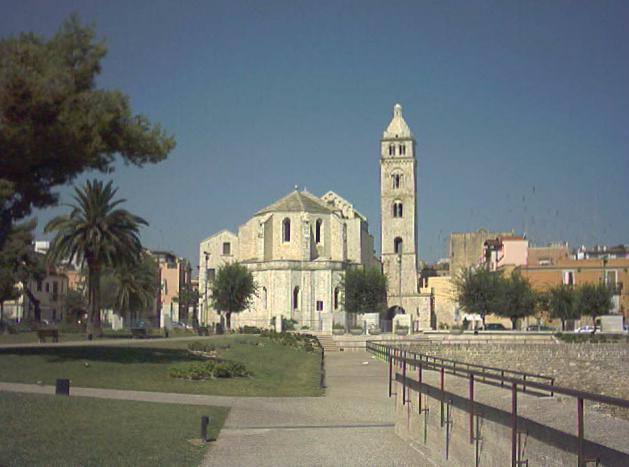

## Geboren
- Giuseppe De Nittis (1846–1884), kunstschilder
- Carlo Maria Giulini (1914–2005), dirigent en altviolist
- Pietro Mennea (1952–2013), sprinter en politicus
- Franco Borgia (1943), burgemeester en volksvertegenwoordiger